# Idrossidi di gallio
Gli idrossidi di gallio sono i composti chimici del gallio appartenenti al gruppo degli idrossidi. La chimica degli ossidi e idrossidi di gallio è piuttosto intricata, ed è simile a quella dell'alluminio, che sta sopra il gallio nella tavola periodica, nel gruppo 13. Gli idrossidi più noti sono Ga(O)OH e Ga(OH)3; in entrambi il gallio è nello stato di ossidazione +3. Nello stato di ossidazione +1 esiste GaOH, osservato solo in fiamme e in matrici rigide a bassa temperatura.

## Ga(O)OH
L'idrossido di formula Ga(O)OH (equivalente a ossido di gallio monoidrato, Ga2O3⋅H2O) è una specie ben definita (CAS 20665-52-5), che cristallizza nel sistema ortorombico, gruppo spaziale Pbnm, isostrutturale con α-Al(O)OH (diasporo) e α-Fe(O)OH (goethite).
Ga(O)OH per riscaldamento all'aria a 450-550 °C si trasforma in α-Ga2O3, di struttura analoga a α-Al2O3.
In natura ha formula Ga(O)OH il minerale tsumgallite.

## Ga(OH)3
Ga(OH)3 (CAS 12023-99-3) è un solido gelatinoso che si ottiene come sottoprodotto della fabbricazione dell'alluminio o per neutralizzazione di soluzioni di sali di Ga(III). È un composto instabile, poco definito, di struttura amorfa, a volte formulato come Ga2O3⋅3H2O. Tende a trasformarsi con il tempo o per disidratazione per riscaldamento nell'idrossido Ga(O)OH.
In natura ha formula Ga(OH)3 il minerale söhngeite.

## Chimica in soluzione
Gli idrossidi di gallio sono anfoteri e quindi si sciolgono in acidi e basi, con un comportamento simile a quello degli analoghi composti di alluminio. In soluzione acida si forma lo ione Ga(III) solvatato, [Ga(H2O)6]3+. In soluzione basica si formano gallati, [Ga(OH)4]−.
Aggiungendo basi a soluzioni acide acquose di [Ga(H2O)6]3+ si formano isopolicationi con un comportamento simile a quello mostrato da [Al(H2O)6]3+; in particolare lo ione  [Ga13O4(OH)24(H2O)12]7+ ha la stessa struttura tipo Keggin dell'analogo composto di alluminio.